# Martenslinde
Martenslinde est une section de la ville belge de Bilzen située en Région flamande dans la province de Limbourg. C'était une commune à part entière avant la fusion des communes de 1977.
Le village est situé à 11 kilomètres au nord-est de Tongres.

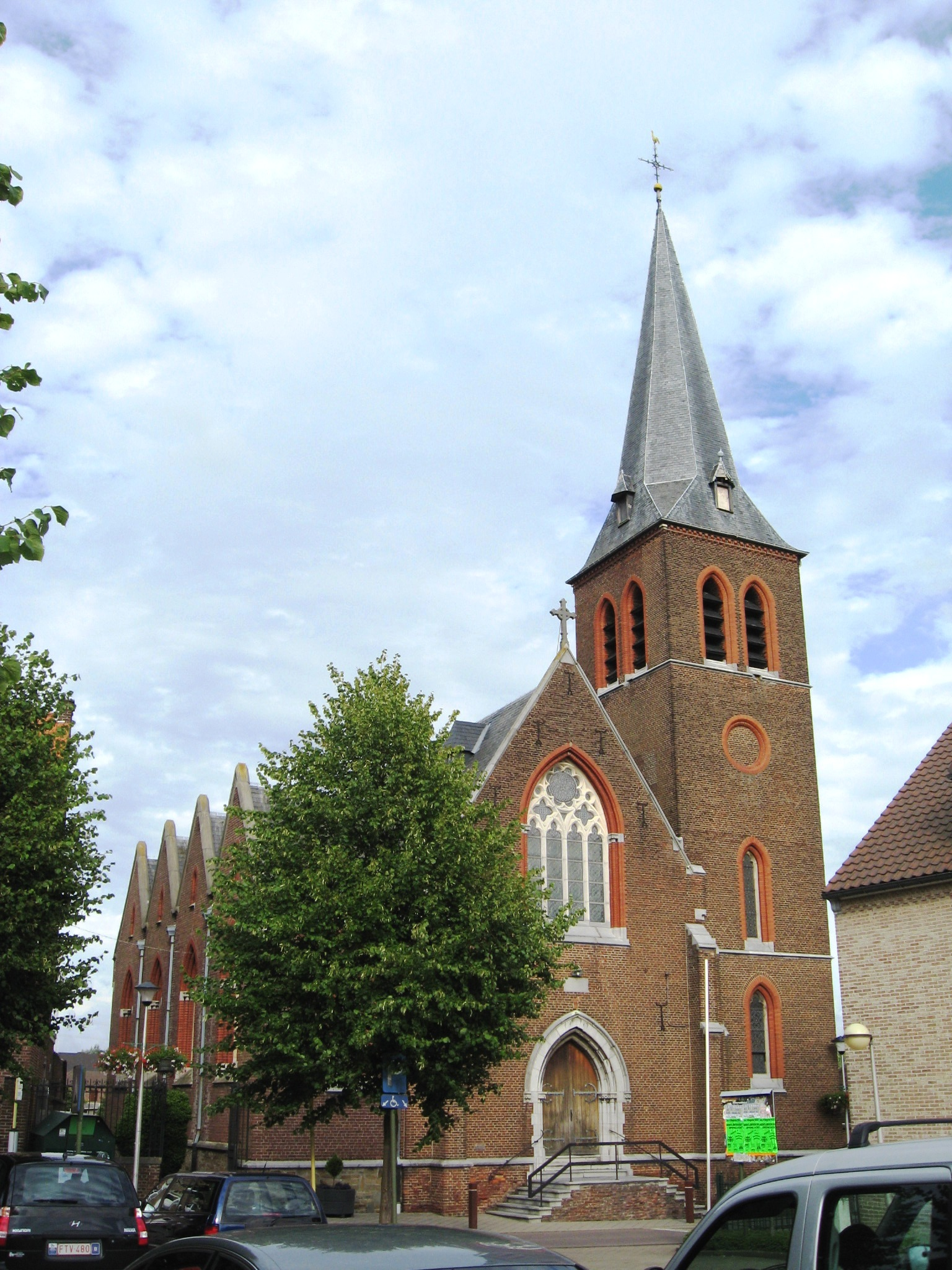
Église Saint-Martin

## Histoire
Aucun vestige préhistorique ou romain n'a été trouvé à Martenslinde. Il appartenait autrefois - avec Bilzen et Munsterbilzen - au domaine mérovingien de Belisa. Plus tard, il fut rattaché au comté de Looz, et à partir de 1366 à la propriété épiscopale de Liège.
La chapelle de Martenslinde a été fondée à partir de l'abbaye de Munsterbilzen et dépendait de la paroisse de Bilzen. Le droit à la dîme appartenait en partie à l'abbaye de Munsterbilzen, en partie à la commanderie d'Alden Biesen. Ce n'est qu'en 1803 que Martenslinde devint une paroisse indépendante.
Martenslinde a fusionné avec la nouvelle commune de Bilzen en 1977.

## Évolution démographique
- Sources: INS, www.limburg.be et Ville de Bilzen